# Eleccions legislatives eslovaques de 2016
Les eleccions legislatives eslovaques de 2016 foren les eleccions que tingueren lloc a Eslovàquia el 5 de març del 2016. El resultat fou una victòria del partit governant Smer-SD del primer ministre Robert Fico, tanmateix perdé la majoria absoluta. Mentre que el KDH fracassà a passar el 5% de vots necessaris per obtenir escons i, per tant, perdé la seva representació al Parlament per primera vegada des de la restauració de la democràcia el 1993; així com el partit d'extrema dreta L'SNS entrà de nou al Parlament amb el 8% dels vots.

## Sistema electoral
Des de 2014 els 150 membres del Consell Nacional son elegits per representació proporcional en una única circumscripció nacional amb una barrera electoral del 5% per a partits únics, 7% per a coalicions de dos o tres partits i 10% per a coalicions de quatre o més partits. L'elecció va utilitzar el sistema de llista oberta, amb escons assignats mitjançant el mètode de la resta més gran amb quota Hagenbach-Bischoff. Els votants van poder emetre fins a quatre vots preferents per als candidats del partit seleccionat.

## Resultats
|             |                                             |         |       |          |     |
| Partits     | Partits                                     | Vots    | %     | Escons   | +/- |
|             | Direcció – Socialdemocràcia (Smer-SD)       | 737.481 | 28,28 | 49 / 150 | 34  |
|             | Llibertat i Solidaritat (SaS)               | 315.558 | 12,1  | 21 / 150 | 10  |
|             | OĽaNO-NOVA                                  | 287.611 | 11,03 | 19 / 150 | 3   |
|             | Partit Nacional Eslovac (SNS)               | 225.386 | 8,64  | 15 / 150 | 15  |
|             | Partit Popular – "Nostra Eslovàquia" (ĽSNS) | 209.779 | 8,04  | 14 / 150 | 14  |
|             | Som Família (Sme Rodina)                    | 172.860 | 6,63  | 11 / 150 | Nou |
|             | Most-Híd                                    | 169.593 | 6,5   | 11 / 150 | 2   |
|             | Xarxa (#SIEŤ)                               | 146.205 | 5,61  | 10 / 150 | Nou |
| Font: Volby |                                             |         |       |          |     |

## Conseqüències
El Moviment Democràtic Cristià només va obtenir el 4,94% dels vots, perdent tots els seus escons. Aquesta va ser la primera vegada des dels seus inicis que el partit no arribava al parlament i Ján Figeľ va dimitir com a líder del partit.
Direcció – Socialdemocràcia (SMER-SD) del primer ministre Robert Fico perdé la majoria absoluta, aquest presentà al president Kiska un govern de coalició amb el Partit Nacional Eslovac (SNS), Most-Híd i Sieť, que disposava de 85 dels 150 escons.